# Bodies Of Work
Bodies Of Work er et nyt band fra østlondon med danske Martin Bjørck i front.
Bandet opstod så sent som i vinteren 2008 og fik umiddelbart efter pladekontrakt med det danske pladeselskab Tigerspring.
Bodies Of Work har været i København for at lægge grundsporene til deres debutalbum sammen med producer Joshua (Kashmir, Kent m.fl.).
Martin Bjørck har tidligere været en del af electro-popbandet The Far Cries med den engelske sangerinde Lizzie Holdforth. Duoen blev dog efter et par år trætte af de begrænsninger, der lå i deres udtryk og besluttede sig for at stoppe. I samme åndedrag dannede de en ny bandkonstellation, Bodies Of Work, sammen med bassist Andy Becker Wright og trommeslageren Chris Morgan.
Sange fra Bodies Of Work er semi-dystre urbane fortællinger om misbrugt ungdom, begær, udlængsel og kærlighed, og førstesinglen har allerede fået pæn opmærksomhed i England hos de engelske radiostationer.